# 観音院 (瑞穂市)
観音院は岐阜県瑞穂市穂積にある阿弥陀如来を本尊とする浄土宗西山派の寺院で、山号は弘応山。美濃三十三観音霊場30番札所。
度重なる水害により資料を失い創建不詳であるがもとは天台宗寺院で、織田信長が足利義昭を立政寺に招いた際にその末寺となり改宗したという。その後寺運が衰微し、観音菩薩を祀る一宇が残る。村内の井上定次が延宝4年（1676年）再興を志し、名古屋極楽寺の空室を招いて貞享3年（1686年）10月に落慶した。濃尾地震で大きな被害を受けるが再建を果たして現在に至っている。令和2年（2020年）より十一面観世音菩薩を札所本尊として美濃三十三観音霊場の30番札所となった。
著名な行事として十一面観世音菩薩をまつる千日参りが8月10日に行われ、高さ8.7メートルの巨大提灯が使用される。